# Rolladen-Schneider LS1
Dimensions
Le Rolladen-Schneider LS1 est un planeur monoplace de classe FAI Standard construit par Rolladen-Schneider entre 1968 et 1977.

## Développement
Le LS-1 est le premier appareil développé en partenariat par Wolf Lemke et Walter Schneider, qui avaient déjà travaillé ensemble sur le projet D-36 pendant leurs études à l'Akaflieg de Damstadt.
C'est pourquoi les planeurs portent le nom de « LS » pour conception Lemke-Schneider, avec Lemke pour la partie aérodynamique et Schneider pour la structure.
Le LS-1 fit ses débuts en 1968 au championnat allemand dont il prit les deux premières places avec comme pilotes les deux concepteurs. Le succès de cette conception se confirma pendant de nombreuses années jusqu'en 1975 avec l'arrivée de concurrents de même conception.
Il gagna le titre de champion du monde avec Helmut Reichmann en 1970 à Marfa, Texas.
La fabrication du LS-1 fut arrêtée au printemps 1977 à la suite de la modification par la Fédération internationale de la réglementation sur les 15 mètres ; de plus Rolladen-Schneider avait besoin de place pour la mise en production du LS-3.
En tout 464 exemplaires furent fabriqués. Ses successeurs ont été le LS-2 et le LS-4.

## Conception

### Aérodynamique
- Les concepteurs ont voulu démontrer que la haute performance et le vol de plaisance pouvaient coexister dans un planeur de classe standard construit avec des matériaux composites.

- La performance vient du fort allongement de l'aile, de la forme de l'aile en double trapèze et du nouveau profil FX 66-S-196.

- Les qualités naturelles du profil associé à la conception de l'aile donna un bon comportement à basse vitesse.

- Les versions jusqu'au LS1-d avaient une profondeur monobloc qui donnait un pilotage délicat à haute vitesse. Une profondeur de conception plus classique fut adoptée dans les versions suivantes, donnant un pilotage moins délicat mais perdant de l'efficacité.

- La verrière était au début en deux pièces mais elle évolua en une verrière monobloc ce qui améliora l'aérodynamisme.

### Construction
- Les matériaux utilisés sont de la fibre de verre, de la mousse Conticell, du polystyrène, du contreplaqué pour les âmes de longeron et du bois dur comme renfort. Le bois a été supprimé dans la version LS1-f.

- Le profil FX 66-S-196, avec une épaisseur de près de 20 %, a permis de construire un longeron léger et économique. Cela fut important car vers la fin des années 1960 la fibre de verre était le seul matériau de renforcement abordable; la fibre de carbone était encore trop chère.

- Le fuselage en matériaux composites a été réalisé avec 2 demi-coquilles qui formaient le moule, qui est un procédé innovant développé par Wolf Lemke. Le prototype LS1 V-1 a validé le procédé mais les moules de la série furent modifiés.

- Le train d'atterrissage était initialement fixe, tel qu'il était requis par les règles de classe standard de l'époque. La roue a été suspendue et avait son logement dans le fuselage. Le frein de la roue a été couplé aux aérofreins.

- La nouvelle verrière d'une seule pièce du LS1-f nécessitait une charnière innovante avec une cinétique complexe pour fournir le mouvement d'ouverture vers l'avant.

## Versions
- LS1-0 V-1 - Le prototype avait une structure tubulaire en acier dans le fuselage. mais les versions de série ont eu une structure complètement en matériaux composites.
- LS1-0 - L'angle de calage de l'aile a augmenté ce qui provoqua une amélioration du contrôle en vol. (23 exemplaires construits en tout de LS1-0. LS1-a, et LS1-b )
- LS1-a - Les aérofreins de volets ont été abandonnés pour un type Schempp-Hirth plus conventionnel. (23 exemplaires construits en tout de LS1-0. LS1-a, et LS1-b )
- LS1-b - (23 exemplaires construits en tout de LS1-0. LS1-a, et LS1-b )
- LS1-c - (198 exemplaires construits de LS1-c et LS1-d)
- LS1-d - Premier version avec des ballasts dans la voilure. Ce qui le fit changer de classe FAI (198 exemplaires construits de LS1-c et LS1-d)
- LS1-e - Version construite pour un employé de Rolladen-Schneider sous la direction de Wolf Lemke. La différence avec un LS1-c est l'utilisation de la profondeur du LS2. (2 exemplaires)
- LS1-ef - Version dérivée du LS1-e mais avec la profondeur du (1 exemplaire)
- LS1-f - Mise en place d'un verrière monobloc, d'une profondeur standard (non monobloc) Reconception de la direction et améliorations structurales ce qui amena une augmentation des ballasts, une augmentation de la masse au décollage et une réduction de l'angle de calage de l'aile ce qui améliora les performances à haute vitesse. (240 exemplaires construits)
- LS1-f(45) - Ballasts de 2 x 90 litres au lieu de 2 x 45 litres, portant la charge alaire maximale de 40 à 45 kg/m² (d'où le nom)[1] (2 exemplaires).